# Piripá
Piripá är en kommun i Brasilien.   Den ligger i delstaten Bahia, i den östra delen av landet, 700 km öster om huvudstaden Brasília. Antalet invånare är 12 789.
Omgivningarna runt Piripá är huvudsakligen savann. Runt Piripá är det ganska glesbefolkat, med 30 invånare per kvadratkilometer.